# Acts of the Unspeakable
Acts of the Unspeakable este al treilea album de studio al formației americane de death metal Autopsy. Înregistrat în 1992 prin intermediul casei de discuri Peaceville Records, a fost singurul album cu Josh Barohn la chitara bas.

## Lista pieselor
Toate versurile sunt scrise de Chris Reifert, Toate melodiile sunt compuse de Autopsy.
| Nr.             | Titlu                           | Lungime |  |
| 1.              | „Meat”                          | 2:38    |  |
| 2.              | „Necrocannibalistic Vomitorium” | 2:11    |  |
| 3.              | „Your Rotting Face”             | 3:55    |  |
| 4.              | „Blackness Within”              | 1:44    |  |
| 5.              | „An Act of the Unspeakable”     | 2:25    |  |
| 6.              | „Frozen with Fear”              | 0:30    |  |
| 7.              | „Spinal Extractions”            | 0:21    |  |
| 8.              | „Death Twitch”                  | 2:13    |  |
| 9.              | „Skullptures”                   | 2:32    |  |
| 10.             | „Pus / Rot”                     | 4:01    |  |
| 11.             | „Battery Acid Enema”            | 1:47    |  |
| 12.             | „Lobotomized”                   | 0:51    |  |
| 13.             | „Funereality”                   | 2:53    |  |
| 14.             | „Tortured Moans of Agony”       | 0:45    |  |
| 15.             | „Ugliness and Secretions”       | 1:09    |  |
| 16.             | „Orgy in Excrements”            | 1:57    |  |
| 17.             | „Voices”                        | 2:07    |  |
| 18.             | „Walls of the Coffin”           | 1:18    |  |
| Lungime totală: | Lungime totală:                 | 35:22   |  |

## Membrii formației
- Chris Reifert – voce, tobe
- Danny Coralles – chitara
- Eric Cutler – chitara
- Josh Barohn - chitară bas

### Producție
- Bill Thompson - inginer
- Malcolm Sherwood și Jeff Fogerty - asistent inginer
- Kent Mathieu - logo și copertă